# Wohn- und Wirtschaftsgebäude Sethlerhemmer Straße 74
Das Wohn- und Wirtschaftsgebäude Sethlerhemmer Straße 74 an einem längeren Zufahrtsweg in der niedersächsischen Kleinstadt Hemmoor östlich vom Dorf Basbeck, Samtgemeinde Hemmoor, im Landkreis Cuxhaven, stammt vom Ende des 19. Jahrhunderts.
Aktuell (2024) wird es als Wohnhaus und wohl gewerblich genutzt.
Das Gebäude steht unter Denkmalschutz (siehe auch Liste der Baudenkmale in Hemmoor).

## Geschichte und Beschreibung
Hemmoor ging 1968 aus den sechs ehemals selbständigen Gemeinden Basbeck, Warstade, Hemm, Westersode, Hemmoor und Heeßel hervor. Sethlerhemm war ein kleiner Ort an der Oste, der zu Basbeck gehörte.
Das eingeschossige traufständige verklinkerte Wohn- und Wirtschaftsgebäude als Hallenhaus in Backstein mit pfannengedecktem Satteldach wurde um 1890 gebaut. Der Wirtschaftsgiebel mit der korbbogenförmigen Grooten Door erhielt eine schmucklose Fassade. Der seitliche repräsentative Eingang besteht aus einer zurückgesetzten Tür hinter einem dreibogigen Eingangsportal mit zwei profilierten Eisengusssäulen und einer dreistufigen Freitreppe.
Das Landesdenkmalamt befand u. a.: „… ortsgeschichtlicher, gebäudetypischer und hofbildprägender Zeugniswert … .“